# Wish I Had an Angel
"Wish I Had an Angel" je pjesma finskog simfonijskog metal sastava Nightwish s njihova petog albuma Once. To je ujedno i njihov 
najpopularniji singl u Europi i SAD-u kao i "Nemo". Postao je jedan od soundtracka za dva američka filma. U Velikoj Britaniji "Wish I Had An Angel" je Nightwishov najveći hit, a glazbeni video je režirao Uwe Boll, producent filma Alone in the Dark.